# Milnesium tardigradum
Milnesium tardigradum é um animal que possui o corpo segmentado, incluso em seu próprio Filo Tardigrada, pertencente à família Milnesiidae, da ordem Apochela.
A autoridade científica da espécie é Quatrefages, tendo sido descrita no ano de 1844.